# Juan Martín Paleo
Juan Martín Paleo (provincia de Jujuy, 4 de mayo de 1962) es un militar argentino en situación de retiro con el grado de teniente general. Fue jefe de Estado Mayor del Conjunto de las Fuerzas Armadas (JEMCO) desde el 27 de febrero de 2020 hasta el 9 de enero de 2024.
Antes de ser designado jefe del Estado Mayor Conjunto, fue comandante de la Fuerza de Despliegue Rápido, de la IV Brigada Aerotransportada e inspector general del Ejército.

## Carrera militar
Graduado del Colegio Militar de la Nación en 1983 (Promoción 114) como oficial de infantería. Obtuvo una licenciatura en Estrategia y Organización, y otra en Ciencias de la Educación. Asimismo está especializado en Conducción y Gestión Estratégica.
Siendo comandante de la Fuerza de Despliegue Rápido asumió la seguridad de la Cumbre del G-20 de Buenos Aires.
Como Jefe del Estado Mayor Conjunto de las Fuerzas Armadas se le asignó la misión de llevar la conducción de la Operación General Manuel Belgrano, operación de protección civil con el objeto de mitigar los efectos producto del esparcimiento del COVID-19 (Coronavirus).

### Comandos ejercidos
El General Juan Martín Paleo ejerció el comando en los siguientes destinos:
- Jefe de la Compañía de Comandos 602
- Jefe del Regimiento de Asalto Aéreo 601
- Jefe de la Agrupación de Fuerzas de Operaciones Especiales.
- Agregado de Defensa Militar, Naval y Aeronáutico en la República Popular de China (con extensión en la República de Corea del Sur)
- Subdirector de la Dirección General de Organización y Doctrina
- Comandante IV Brigada Aerotransportada
- Inspector general del Ejército
- Comandante de la Fuerza de Despliegue Rápido

### Títulos
- Licenciatura en Estrategia y Organización
- Licenciatura en Ciencias de la Educación
- Especialización en Conducción y Gestión Estratégica

### Jefatura del Estado Mayor Conjunto de las Fuerzas Armadas

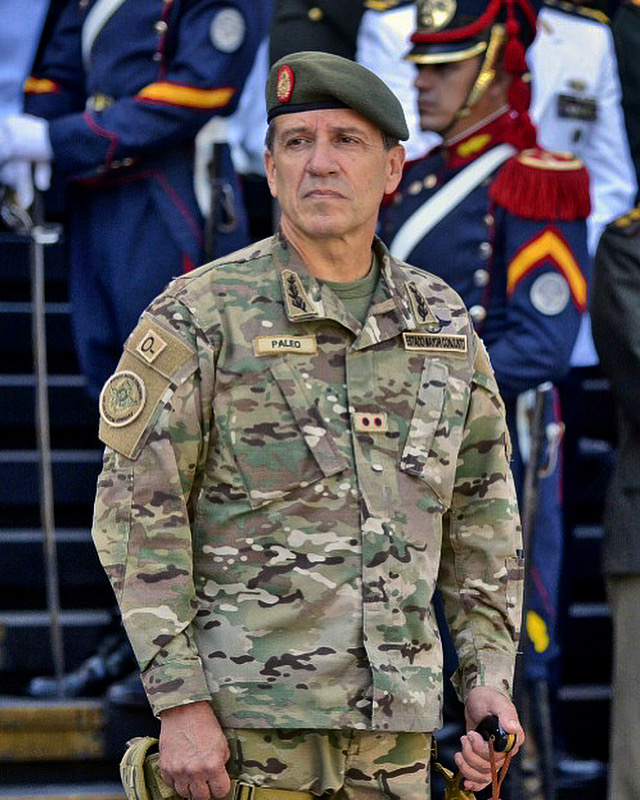
Juan Martín Paleo, el día de su asunción como JEMCFFAA.

Tras poco más de dos meses de haber jurado como presidente, Alberto Fernández dispuso el recambio de las autoridades militares de las tres fuerzas armadas el 22 de febrero de 2020. Juan Martín Paleo fue investido como nuevo jefe del Estado Mayor Conjunto de las Fuerzas Armadas mediante el Decreto 178/2020.
El día 27 de febrero asumió el cargo reemplazando al teniente general VGM Bari del Valle Sosa, en una ceremonia celebrada en el Edificio Libertador.
El 15 de diciembre de 2020, el Poder Ejecutivo Nacional dispuso el ascenso de Juan Martín Paleo al grado de general de división con efecto retroactivo al 31 de diciembre de 2019.
El 28 de octubre de 2021, el Senado de la Nación Argentina dio su aprobación a los ascensos de ciento ochenta uniformados entre los que se encontraban los de Agustín Humberto Cejas, Xavier Isaac y Julio Guardia - jefes de Estado Mayor de las tres fuerzas - y el del jefe del Estado Mayor Conjunto, Juan Martín Paleo. Los pliegos habían sido remitidos por el Poder Ejecutivo a la Cámara Alta en abril de 2021, pero fueron tratados con siete meses de demora. En todos los casos, los ascensos fueron efectivizados con retroactividad al 22 de febrero de 2020.
El 2 de enero de 2024 el presidente Javier Milei designó al ex JEMGFA brigadier general Xavier Isaac para reemplazar a Paleo como jefe del Estado Mayor Conjunto. Formalizó la salida con la puesta en funciones en el Edificio Libertador el 9 del mismo mes.

## Distinciones y condecoraciones
Durante su carrera ha recibido numerosas condecoraciones y distintivos:
- Distintivo Jefe del Estado Mayor Conjunto de las Fuerzas Armadas
- Oficial de Estado Mayor de la Escuela de Superior de Guerra Argentina
- Oficial de Estado Mayor Conjunto de la Escuela Superior de las Fuerzas Armadas del Reino de España
- Oficial de Estado Mayor de la Escuela de Guerra del Ejército de Tierra del Reino de España
- Paracaidista Militar (Ejército Argentino)
- Paracaidista Militar (Ejército de Estados Unidos)
- Aptitud Especial de Comando
- Aptitud Especial de Monte
- Aptitud Especial de Asalto Aéreo
- Instructor de Comandos
- Experto en Jungla (Ejército de Estados Unidos)
- Aptitud Aplicativa al Combate
- Especialización Complementaria Superior
- Distintivo Ejercicio de Comando (II)
- Distintivo años de servicio (30 años)
- Ejército Popular de Liberación de China “A los Servicios Distinguidos"
- Ejército de Colombia “Fe en la Causa”